# Guipavas
Guipavas är en kommun i departementet Finistère i regionen Bretagne i västra Frankrike. Kommunen ligger i kantonen Guipavas som tillhör arrondissementet Brest. År 2022 hade Guipavas 15 401 invånare.

## Befolkningsutveckling
Antalet invånare i kommunen Guipavas
Referens:INSEE